# Janusz Stańczyk
Janusz Józef Stańczyk (ur. 22 stycznia 1955 w Tarnowie) – polski prawnik i dyplomata, ambasador tytularny, dyrektor generalny MSZ (1995–1996), podsekretarz stanu w MSZ (1997–1999, 2005–2007), ambasador RP w Holandii (2007–2012), stały przedstawiciel RP przy ONZ (2000–2004) oraz stały przedstawiciel RP przy Radzie Europy (2015–2020).

## Życiorys
W 1977 ukończył studia prawnicze na Uniwersytecie Jagiellońskim. W 1985 w Polskiej Akademii Nauk uzyskał stopień doktora nauk prawnych w zakresie prawa międzynarodowego na podstawie dysertacji Pojęcie wspólnotowego dziedzictwa ludzkości w prawie międzynarodowym. Odbył również studia w szkole prawa na Saint Louis University, gdzie uzyskał magisterium z prawa.
W latach 1978–1980 pracował w Instytucie Historyczno-Prawnym Uniwersytetu Jagiellońskiego, a w okresie 1983–1992 w Instytucie Państwa i Prawa PAN. W 1992 został dyrektorem Departamentu Prawno-Traktatowego w Ministerstwie Spraw Zagranicznych, a w 1995 dyrektorem generalnym MSZ. W latach 1997–1999 zajmował stanowisko podsekretarza stanu tego resortu. W styczniu 2000 został ambasadorem – stałym przedstawicielem RP przy Organizacji Narodów Zjednoczonych w Nowym Jorku. Po powrocie do kraju w 2004 pełnił obowiązki dyrektora Departamentu Systemu Narodów Zjednoczonych i Problemów Globalnych MSZ.
Od 4 listopada 2005 do 6 września 2007 ponownie pracował jako wiceminister spraw zagranicznych. W październiku 2007 powołano go na stanowisko ambasadora RP w Królestwie Niderlandów, został również stałym przedstawicielem Rzeczypospolitej Polskiej przy Organizacji ds. Zakazu Broni Chemicznej (OPCW) w Hadze. Misję dyplomatyczną zakończył 31 marca 2012. W latach 2012–2015 był dyrektorem Departamentu Prawno-Traktatowego MSZ. W lipcu 2015 otrzymał nominację na stanowisko stałego przedstawiciela RP przy Radzie Europy. Zakończył pełnienie tej funkcji 31 lipca 2020. 1 września 2020 objął stanowisko dyrektora Departamentu Ameryki MSZ. 31 stycznia 2022 przeszedł na emeryturę.
Zna język angielski i francuski. Ojciec dwójki dzieci.

## Odznaczenia
W 2012, za wybitne zasługi w służbie zagranicznej, za osiągnięcia w podejmowanej z pożytkiem dla kraju pracy zawodowej i działalności dyplomatycznej, odznaczony Krzyżem Oficerskim Orderu Odrodzenia Polski.